# Séguédin (Arbollé)
Pour les articles homonymes, voir Séguédin.
Séguédin est une localité située dans le département d'Arbollé de la province du Passoré dans la région Nord au Burkina Faso.

## Géographie
Séguédin est situé à 10 km au nord d'Arbollé, le chef-lieu du département, et de la route nationale 2 allant vers le nord-ouest du pays ainsi qu'à environ 3 km au sud de Boulkon.

## Santé et éducation
Le centre de soins le plus proche de Séguédin est le centre de santé et de promotion sociale (CSPS) de Boulkon tandis que le centre médical avec antenne chirurgicale (CMA) de la province se trouve à Yako.